# مجلس نمایندگان آرژانتین
مجلس نمایندگان (به اسپانیایی: Cámara de Diputados de la Nación) یک مجلس سفلا در کنگره ملی آرژانتین است. این مجلس شامل ۲۵۷ نماینده منتخب از حوزه‌های انتخابیه از استان‌های آرژانتین به همراه پایتخت فدرال می‌شود. هر دو سال انتخابات مجلس برگزار می‌شود؛ نیمی از اعضای آن هر انتخابات را تمدید می‌کنند. قانون اساسی آرژانتین مفاد خاصی را برای مجلس نمایندگان اختصاص می‌دهد. این مجلس حق انحصاری برای اخذ مالیات برای پیشبرد نیروهای نظامی و برای متهم کردن رئیس جمهور، وزرای کابینه و اعضای دادگاه عالی آرژانتین به مجلس سنای آرژانتین دارد. علاوه بر این مجلس نمایندگان اقداماتی در راستای پیشگامی شهروندان نیز انجام می‌دهد. مجلس نمایندگان توسط یک رئیس و سه معاون اداره می‌شود.

## ترکیب فعلی
| استان             | نمایندگان | جمعیت (۲۰۱۰) |
| ----------------- | --------- | ------------ |
| شهر بوئنوس آیرس   | ۲۴        | ۲٬۸۹۰٬۱۵۱    |
| بوئنوس آیرس       | ۷۰        | ۱۵٬۶۲۵٬۰۸۴   |
| کاتامارکا         | ۵         | ۳۶۷٬۸۲۸      |
| چاکو              | ۷         | ۱٬۰۵۳٬۴۶۶    |
| چوبوت             | ۵         | ۵۰۶٬۶۶۸      |
| کوردوبا           | ۱۸        | ۳٬۳۰۴٬۸۲۵    |
| کورینتس           | ۷         | ۹۹۳٬۳۳۸      |
| انتره ریوس        | ۹         | ۱٬۲۳۶٬۳۰۰    |
| فورموسا           | ۵         | ۵۲۷٬۸۹۵      |
| خوخوی             | ۶         | ۶۷۲٬۲۶۰      |
| لا پامپا          | ۵         | ۳۱۶٬۹۴۰      |
| لا ریوخا          | ۵         | ۳۳۱٬۸۴۷      |
| مندوسا            | ۱۰        | ۱٬۷۴۱٬۶۱۰    |
| میسیونس           | ۷         | ۱٬۰۹۷٬۸۲۹    |
| نئوکن             | ۵         | ۵۵۰٬۳۳۴      |
| ریو نگرو          | ۵         | ۶۳۳٬۳۷۴      |
| سالتا             | ۷         | ۱٬۲۱۵٬۲۰۷    |
| سان خوآن          | ۶         | ۶۸۰٬۴۲۷      |
| سان لوئیس         | ۵         | ۴۳۱٬۵۸۸      |
| سانتا کروس        | ۵         | ۲۷۲٬۵۲۴      |
| سانتافه           | ۱۹        | ۳٬۲۰۰٬۷۳۶    |
| سانتیاگو دل استرو | ۷         | ۸۹۶٬۴۶۱      |
| تیرا دل فوئگو     | ۵         | ۱۲۶٬۱۹۰      |
| توکومان           | ۹         | ۱٬۴۴۸٬۲۰۰    |